# Franco Nero
Franco Nero, egentligen Francesco Clemente Giuseppe Sparanero, född 23 november 1941 i San Prospero Parmense i Parma i Emilia-Romagna, är en italiensk skådespelare.
Han inledde ett förhållande med den brittiska skådespelerskan Vanessa Redgrave 1967 och fick en son med henne 1969. Förhållandet med Redgrave upphörde sedan men återupptogs igen. De gifte sig 2006.